# Bromure de 1-propynylmagnésium
 (octobre 2018).
Le bromure de 1-propynylmagnésium est un composé chimique de formule CH3–C≡CMgBr. Cet halogénure organomagnésien est un réactif de Grignard dérivé du propyne. Disponible commercialement en solution dans le THF, il est utilisé en synthèse organique pour introduire des groupes propynyle ou produire des dérivés du propyne,.